# Chiến dịch Mole Cricket 19
Chiến dịch Mole Cricket 19 (tiếng Hebrew: מבצע ערצב-19, Mivtza Artzav Tsha-Esreh) là một chiến dịch nhằm dập tắt hệ thống phòng không đối phương do Không quân Israel tiến hành chống các mục tiêu của Syria vào ngày 9 tháng 6 năm 1982 vào lúc khởi đầu Chiến tranh Liban 1982.
Trong chiến dịch này, lực lượng không quân Israel được trang bị vũ khí của phương Tây đã phá hủy thành công hệ thống tên lửa đất đối không (SAM) do Syria mua của Liên Xô Nó cũng trở thành một trong các trận không chiến lớn nhất kể từ Chiến tranh thế giới thứ hai, và là trận không chiến lớn nhất kể từ Chiến tranh Triều Tiên.
Không quân Israel bắt đầu nghiên cứu về một chiến dịch dập tắt hệ thống tên lửa đất đối không kể từ cuối Chiến tranh Yom Kippur. Căng thẳng ngày càng gia tăng giữa Israel và Syria về vấn đề Liban leo thang vào đầu thập niên 1980 và lên cực điểm khi Syria triển khai các khẩu đội tên lửa đất đối không trong Thung lũng Beqaa. Ngày 6 tháng 6 năm 1982, Israel tiến công vào Liban. Vào ngày thứ ba của cuộc chiến sau các vụ đụng độ giữa các lực lượng phòng vệ của Israel và quân đội Syria, Israel quyết định mở chiến dịch này. Do vũ khí của Syria đã bị lộ tính năng từ trước đó (Ai Cập tiết lộ cho Mỹ) nên Israel đã đề ra chiến thuật hợp lý và thu được chiến thắng lớn.
Trận chiến kéo dài khoảng 2 tiếng với các phương tiện kỹ thuật và chiến thuật tân tiến vào thời đó. Vào cuối ngày, Không quân Israel đã phá hủy 17 trong số 19 khẩu đội tên lửa đất đối không được Syria triển khai trong Thung lũng Beqaa và bắn hạ 82 máy bay của đối phương với tổn thất nhỏ. Trận chiến khiến cho Hoa Kỳ áp đặt một cuộc ngưng bắn đối với Israel và Syria.

## Bối cảnh

### Hệ quả của Chiến tranh Yom Kippur
Trong cuộc Chiến tranh Yom Kippur năm 1973, Ai Cập có 20 hệ thống tên lửa đất đối không lưu động SA-6, được hỗ trợ bởi 70 hệ thống SA-2, 65 hệ thống SA-3, 2.500 khẩu pháo phòng không và khoảng 3.000 khẩu tên lửa phòng không vác vai SA-7. Syria triển khai thêm 34 khẩu đội tên lửa đất đối không. Trong ba ngày đầu tiên, Không quân Israel mất 50 máy bay trong khoảng 1.220 phi vụ, một tỉ lệ tổn thất là 4%. SA-6, SA-7, và ZSU-23-4 đã bắn rơi 53 trong số 170 máy bay A-4 Skyhawk và 33 trong số 177 máy bay F-4 Phantom của Israel. Kết quả là Không quân Israel nhận thấy rằng họ gặp khó khăn trong việc yểm trợ trên không cho các lực lượng bộ binh của mình. Khi Ai Cập thử nâng tầm hoạt động của các khẩu đội tên lửa đất đối không của họ vào ngày 14 tháng 10 thì Không quân Israel mất 28 máy bay. Ezer Weizman, một cựu tư lệnh không quân Israel, nói rằng "cánh của khu trục cơ bị gãy vì tên lửa đất đối không". Giữa năm 1973 và 1978, Không quân Israel đã tiến hành một dự án chính nhằm tìm ra câu trả lời cho mối đe dọa của tên lửa đất đối không.
Một may mắn đến với Israel là vào năm 1975, Chính phủ Ai Cập của Tổng thống Anwar Sadat đã quay sang ủng hộ phương Tây, ông ta đã cho phép Mỹ tiếp cận toàn bộ những vũ khí mà Liên Xô bán cho quân đội Ai Cập. Kết quả là Mỹ đã nắm khá rõ tính năng của những loại tên lửa SA-2, SA-3 và SA-6 (đây cũng là những loại tên lửa phòng không chủ chốt của Syria), và những thông tin này đã được cung cấp cho Israel để họ đề ra các biện pháp đối phó
Ngày 28 tháng 5 năm 1980, các tên lửa có điều khiển của Không quân Israel đã phá hủy hai xe bọc thép chở các khẩu đội SA-9 của quân Libya gần Sidon. Truyền thông Israel tuyên bố rằng một lời giải cho vấn đề tên lửa đất đối không đã tìm được, nhưng tư lệnh không quân là David Ivry nói rằng vụ thử nghiệm này vẫn còn trong giai đoạn sơ khai, và rằng SA-9 thực sự không ưu việt hơn nhiều so với các tên lửa tiền thân của nó. Thủ tướng Menachem Begin lúc đó cũng là Bộ trưởng Quốc phòng Israel thông báo rằng Không quân Israel có khả năng phá hủy các khẩu đội tên lửa đất đối không trong vòng 2 giờ. Ivry lại nói với giới truyền thông rằng Không quân Israel không có khả năng làm như thế.

### Khủng hoảng tên lửa đất đối không 1981
Ngày 29 tháng 4 năm 1981 Không quân Israel (các máy bay F-16A thuộc phi đoàn 117 tại căn cứ không quân Ramat David) bắn rơi hai trực thăng của Syria trên bầu trời Liban. Syria đáp trả bằng cách triển khai lữ đoàn tên lửa địa đối không đầu tiên của mình trong Thung lũng Beqaa. Các khẩu đội tên lửa địa đối không này không là mối đe dọa trực tiếp đối với Israel, và cũng đã có các khẩu đội tên lửa địa đối không khác của Syria đặt trong phía đông Liban, nằm bên kia biên giới. Thủ tướng Israel, Begin, đối mặt với thế lưỡng nan: một mặt thì việc triển khai mới này có thể gây thiệt hại cho khả năng răn đe của Israel và mặt khác thì một cuộc phản kích của Israel có thể dẫn đến đụng độ không cần thiết với Syria. Sau cùng, ông quyết định một cuộc tấn công được mở màn vào ngày 30 tháng 4, nhưng chiến dịch này bị hủy bỏ vì điều kiện thời tiết. Vào lúc thời tiết trở nên thuận lợi thì Không quân Israel lại bị bận rộn với việc chuẩn bị cho Chiến dịch Opera. Trong lúc đó thì Hoa Kỳ lo ngại rằng phản ứng của Liên Xô đối với một cuộc tấn công của Israel có thể dẫn đến một cuộc khủng hoảng giữa hai siêu cường nên Hoa Kỳ làm áp lực buộc Begin không tấn công. Israel đồng ý hủy bỏ cuộc tấn công. Hoa Kỳ phái một đặc sứ Mỹ là Philip Habib đến vùng để làm trung gian thương thuyết. Ông đi lại giữa Jerusalem và Damascus nhưng thất bại trong việc thuyết phục Syria dẹp các khẩu đội tên lửa địa đối không.
Ngày 14 tháng 12, Israel thông qua Luật Cao nguyên Golan sáp nhập vùng Cao nguyên Golan chiếm từ Syria vào Israel. Tổng thống Hafez al-Assad của Syria xem nó như một lời tuyên chiến nhưng tin rằng Syria không có điều kiện để khai chiến. Luật này khiến cho Israel đối mặt với những chỉ trích nặng nề của quốc tế và Hoa Kỳ. Ngày 20 tháng 12, Nội các Israel nhóm họp trong một cuộc họp hàng tuần trong đó Bộ trưởng Quốc phòng Ariel Sharon và tham mưu trưởng Rafael Eitan đệ trình "Đại Kế hoạch" cho một cuộc tiến công vào Liban mà bao gồm việc chiếm Xa lộ Beirut-Damascus. Begin ủng hộ kế hoạch nhưng các thành viên khác trong nội các chống đối và ông đã quyết định hủy bỏ nó.
Chiến dịch phá hủy các hệ thống tên lửa địa đối không ban đầu được gọi tên là "Mole 3", nhưng chữ số được nâng lên theo tổng số khẩu đội tên lửa địa đối không của Syria được phát hiện dần dần lên đến 19. Đến đây tên được đổi thành "Mole Cricket" theo tên kế hoạch được lập ra cho một cuộc chiến tổng thể kể từ năm 1973 để chuẩn bị tâm lý cho lực lượng. Tên này đầu tiên được tiết lộ vào năm 2002.

## Mở màn
Thứ ba, ngày 8 tháng 6 năm 1982, trong khi các lực lượng Israel tiến công về Jezzine thì Begin đọc lại một phần diễn văn trước quốc hội Israel đến người Syria, hối thúc họ đừng can thiệp vào cuộc chiến. Ông nói rằng: "một lần nữa tôi xin tuyên bố rằng chúng tôi không muốn có chiến tranh với Syria. Từ nơi đây, tôi kêu gọi Tổng thống Assad ra chỉ thị cho quân đội Syria không gây hại các binh sĩ Israel và rồi sẽ không có gì tồi tệ xảy ra đối với binh sĩ Syria. Chúng tôi không mong đụng độ với quân đội Syria. Nếu chúng tôi đến vạch 40 km tính từ biên giới phía bắc thì công việc hoàn thành, tất cả hoạt động quân sự dừng lại. Tôi đang hướng lời nói của mình đến tai tổng thống Syria. Ông ấy biết cách giữ cam kết. Ông ấy đã ký lệnh ngừng bắn với chúng tôi và giữ đúng điều đó. Ông ấy đã không cho phép bọn khủng bố hành động. Nếu ông ta hành xử như thế bây giờ tại Liban thì không một binh sĩ Syria nào bị binh sĩ của chúng tôi làm tổn thương".

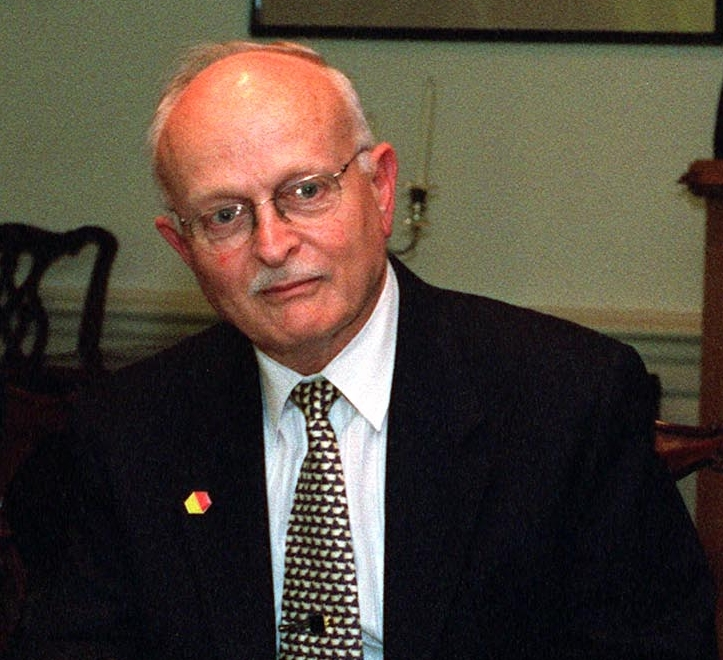
David Ivry.

Đêm đó trong lúc trận đánh Jezzine đang diễn ra dữ dội tại miền trung Liban, Sharon nói tại cuộc họp trong tổng hành dinh bộ tư lệnh miền bắc "Chúng ta biết ngày hôm nay thế nào cũng sẽ có một cuộc đối đầu trực diện với quân Syria". Ông lý luận rằng tốt nhất là nên đưa quân sâu hơn vào Liban. Lúc 11 giờ tối, quân Israel đã vào Ein Zahalta và đụng trận với một sư đoàn quân Syria khiến cho cuộc tiến công của Israel ngưng lại. Sharon viện cớ này như lý do chính đáng để mở màn cho Chiến dịch Mole Cricket 19. Yekutiel Adam, cựu phó tổng tham mưu và người được chỉ định lãnh đạo cơ quan tình báo Mossad, nêu quan tâm của mình rằng nội các Israel chưa hoàn toàn biết hết quy mô và mục tiêu của cuộc chiến này. Tuy nhiên, Sharon cho phép tư lệnh Bộ tư lệnh miền bắc là Amir Drori tiến hành tấn công mục tiêu trong Thung lũng Beqaa. Phó tổng tham mưu Moshe Levi bay đến Ein Zahalta để bảo tư lệnh Menachem Einan rằng lực lượng quân sự Israel sẽ tấn công các tên lửa của Syria trong ngày đó. Trong lúc đó, Ivry được cho biết là các khí cụ bay điều khiển từ xa (RPV) phát hiện thêm 5 giàn tên lửa SA-6 đang di chuyển từ Golan Heights vào Thung lũng Beqaa. Lực lượng Phòng vệ Israel diễn giải rằng động thái đó cho thấy dấu hiệu Syria không có ý định dấn thân vào một cuộc chiến lớn — nếu không thì các tên lửa SAM sẽ được bố trí để bảo vệ mặt tiền thủ đô Damascus. Việc triển khai này cho Ivry nhận thức rằng lực lượng của mình có thể tấn công các vị trí tên lửa SAM mà không sợ rủi ro một cuộc chiến toàn diện với Syria.

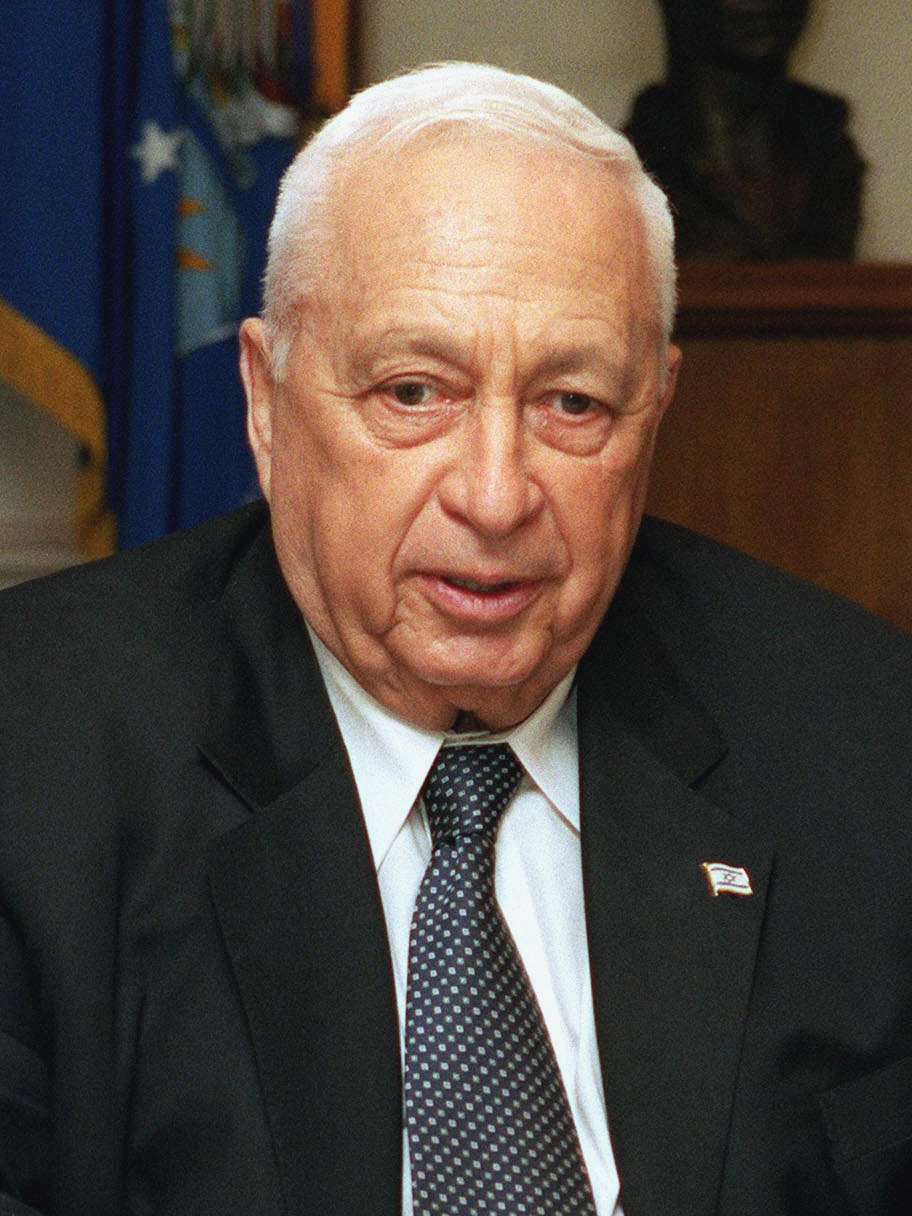
Ariel Sharon.

Sharon bay trở về Jerusalem để dự một cuộc họp nội các vào ngày thứ tư, ngày 9 tháng 6. Ông nói rằng Syria đã bắt đầu di chuyển sư đoàn cơ giới thứ hai của mình về phía nam Ein Zahalta. Lịch trình chính trị cho thấy rằng nếu chờ đợi cho đến thứ năm sẽ không đủ thời giờ cho một cuộc tiến công bộ binh. Drori, người cùng đến dự cuộc họp với Sharon, chống đối cuộc tấn công vì cho rằng nó là vô dụng. Eitan thì mâu thuẫn, chỉ muốn giới hạn cuộc tấn công để cảnh cáo Syria. Bộ trưởng Thông tin Mordechai Tzipori cho rằng kế hoạch của Sharon đã vượt qua khỏi đường vạch 40 km. Sharon trả lời rằng đường vạch này phải được tính từ điểm cực bắc nhất của Israel, đó là Metula. Ông nói thêm rằng phá hủy các khẩu đội tên lửa tại Beqaa là cần thiết để cứu lực lượng Israel ở Ein Zahalta. Bộ trưởng Nội vụ Yosef Burg chỉ ra rằng một trận chiến chống Syria dường như không thể tránh, trái ngược những gì mà Nội các muốn, và rằng tấn công các giàn tên lửa sẽ chỉ làm cho mọi việc thêm nghiêm trọng và dẫn đến chiến tranh toàn diện. Sharon nhấn mạnh đến sự an nguy của các binh sĩ tại chiến trường. Begin quay sang cấp phó của Ivry là Amos Amir để hỏi về dự đoán tổn thất của lực lượng Israel trong một cuộc tấn công như thế. Amir trả lời "tôi không thể hứa là không bị tổn thất nhưng tổn thất sẽ là nhỏ". Begin ủng hộ tấn công và cuối cùng thì Burg cũng được thuyết phục. Sharon rời hội nghị và ra lệnh một cuộc không kích cũng như một chiến dịch trên bộ.

## Trận chiến

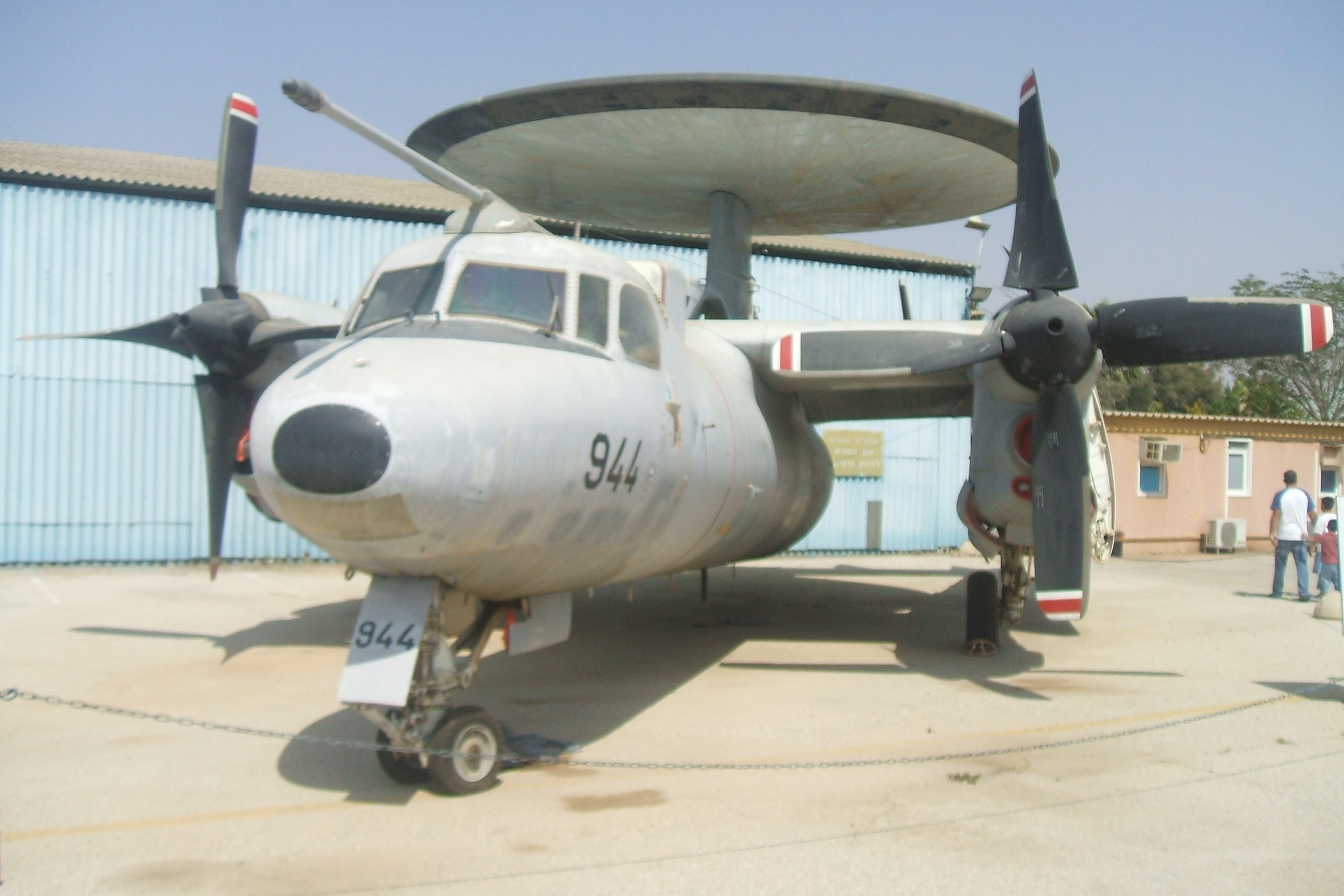
Grumman E-2C Hawkeye của Không quân Israel trong Bảo tàng Không quân Israel tại Căn cứ Không quân Hatzerim.

Sáng ngày 9 tháng 6, các máy bay của Không quân Israel trên không phận Liban hoạt động ở ba tầng. Máy bay Kfir và Skyhawk bay dọc bờ biển từ Sidon đến các khu vực bên ngoài Beirut, yểm trợ gần từ trên không cho các lực lượng bộ binh và tấn công vào các mục tiêu của lực lượng Tổ chức Giải phóng Palestine. Ở tầng thứ hai, trên 10.000 ft (3.000 mét), đội hình tương tự lượn quanh và chờ lệnh. Ở tầng đỉnh, các máy bay Hawkeye vào vị trí để bảo đảm điều khiển không lưu. Các máy bay đặc nhiệm đầu tiên tấn công radar của Syria đặt trên vị trí cao của Jebel Baruk, nơi kiểm soát một khu vực lớn.
Ivry nhận đèn xanh lúc 10:00 sáng để thực hiện chiến dịch, nhưng hủy bỏ cuộc tấn công vào lúc đó cho đến 2:00 giờ chiều. Lúc 1:30 chiều, Eitan ra lệnh cho Ivry tấn công, và các máy bay của Israel cất cánh thành từng cặp. Đợt đầu tiên gồm có 96 máy bay F-15 và F-16. Đợt thứ hai được dùng để tấn công các khẩu đội tên lửa địa đối không lúc 3:50 chiều là gồm có 92 máy bay. Khi cuộc tấn công được mở màn thì Syria ra lệnh cho các máy bay tuần tra chiến đấu trên không quay trở về căn cứ và hạ cánh.
Các máy bay của Không quân Israel chở các bộ phận tác chiến điện tử để đánh lạc hướng theo dõi của radar đối phương. Bộ tư lệnh Lực lượng Phòng vệ Israel tại Tel Aviv cung cấp cho Ivry hình ảnh thời gian thực tế về trận không chiến qua nhiều đường truyền tin kết nối dữ liệu khác nhau. Các máy bay E-2C với bộ phận radar thám sát trên không truyền các hình ảnh đến bộ tư lệnh. Một phi đoàn máy bay không người lái Tadiran Mastiff và các khí cụ bay điều khiển từ xa luôn giữ ít nhất hai khí cụ trên không vào mọi thời gian để cung cấp vị trí tức thời của các khẩu đội tên lửa địa đối không. Một kênh truyền thông hai chiều được thiết lập để kết nối Ivry và các phi công của ông giúp ông chỉ huy theo thời gian thực tế.

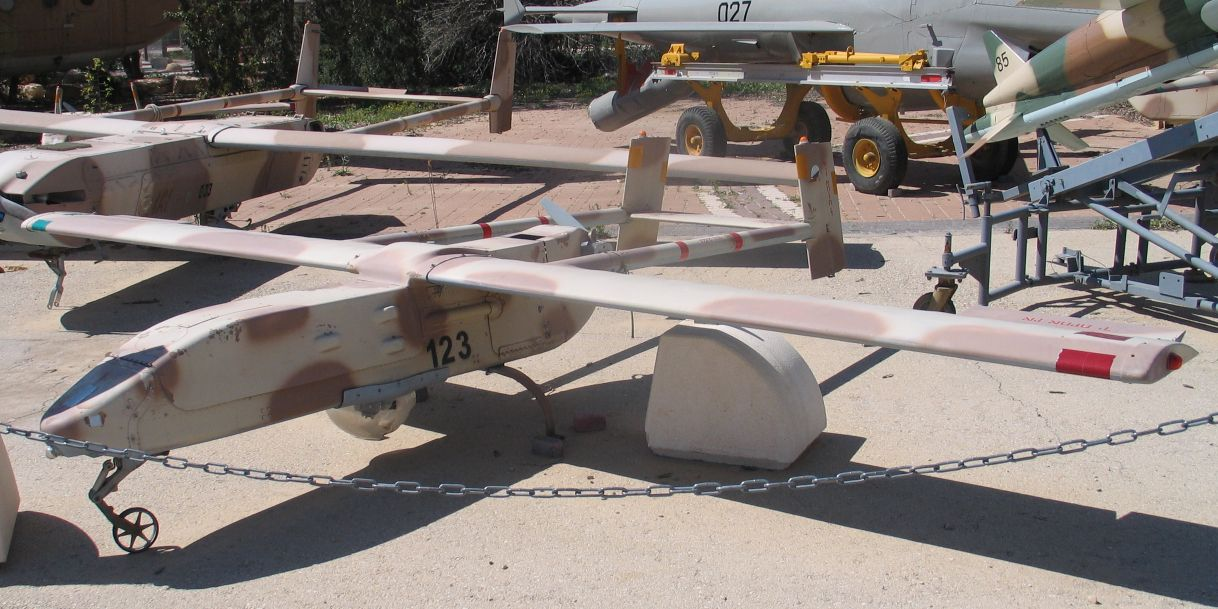
Máy bay không người lái Scout trong Bảo tàng Không quân Israel

Các máy bay tiêm kích chính của Syria tham chiến là MiG-21 và một số lượng đáng kể máy bay MiG-23 và Su-20 cũng được triển khai. Máy bay của Syria là loại đời cũ, phải phụ thuộc vào các trạm chỉ huy và hướng dẫn đánh chặn đặt trên mặt đất. Các vị trí tên lửa đất đối không gồm có các loại tên lửa khác nhau là SA-2, SA-3, và SA-6. Các máy bay của Không quân Israel gồm 2 loại đời mới nhất khi đó là F-15, F-16, kết hợp với những loại cũ hơn là F-4 và Kfir. Chúng được trang bị tên lửa AIM-7F Sparrow được radar hướng dẫn, tên lửa AIM-9L Sidewinder được hướng dẫn bằng tia hồng ngoại, và pháo 20mm do máy vi tính điều khiển nhắm mục tiêu. Máy bay F-15 và F-16 còn được trang bị hệ thống màn hình hiển thị trực diện (HUD).
Các khí cụ bay được điều khiển từ xa, Mastiff, lâm trận trước tiên để làm cho các giàn tên lửa của Syria hướng radar của chúng theo các khí cụ này. Khi các khí cụ bay Mastiffs bị radar Syria theo dõi thì các tín hiệu theo dõi được chuyển tải sang một máy bay thám thính khác đang bay bên ngoài tầm bắn của tên lửa Syria. Máy bay thám thính này liền chuyển tải tín hiệu đến các máy bay tác chiến điện tử E-2C Hawkeye đang hoạt động dọc bờ biển. Dữ liệu thu thập được phân tích bởi máy bay E2C và Boeing 707 ECM. Một khi quân Syria khai hỏa các tên lửa đất đối không vào các khí cụ bay thì các máy bay F-15 và F-16 sẽ yểm trợ các khí cụ bay, trong khi đó các máy bay F-4 Phantom tấn công các khẩu đội tên lửa đất đối không, tiêu diệt chúng bằng các tên lửa chống bức xạ AGM-78 và AGM-45. Thời gian bay nhanh của các tên lửa đã giúp cho các máy bay F-4 giảm thiểu nguy cơ bị tên lửa Syria bắn trúng. Có tin cho rằng Syria đã bắn 57 quả tên lửa đất đối không SA-6 mà không đạt hiệu quả nào.
Theo Ivry, có nhiều khẩu đội tên lửa đất đối không nằm bên kia biên giới Syria. Eitan nói "Từ quan điểm tác chiến, tôi có thể nói rằng chúng tôi đã sử dụng các khí cụ bay nhỏ điều khiển từ xa từ lâu trước cuộc chiến để nhận diện và định vị tất cả các khẩu đội tên lửa địa đối không của Syria. Lúc đó chúng tôi đã sử dụng các máy điện tử siêu hạng để giúp chúng tôi "che mắt" hay vô hiệu hóa các radar địa đối không của các vị trí tên lửa. Chúng tôi khiến cho chúng vô hiệu để giúp cho các máy bay của chúng tôi hoạt động trên không một cách an toàn hơn. Ngoài lợi thế tấn công trực tiếp từ trên không chúng tôi cũng sử dụng pháo tầm xa".

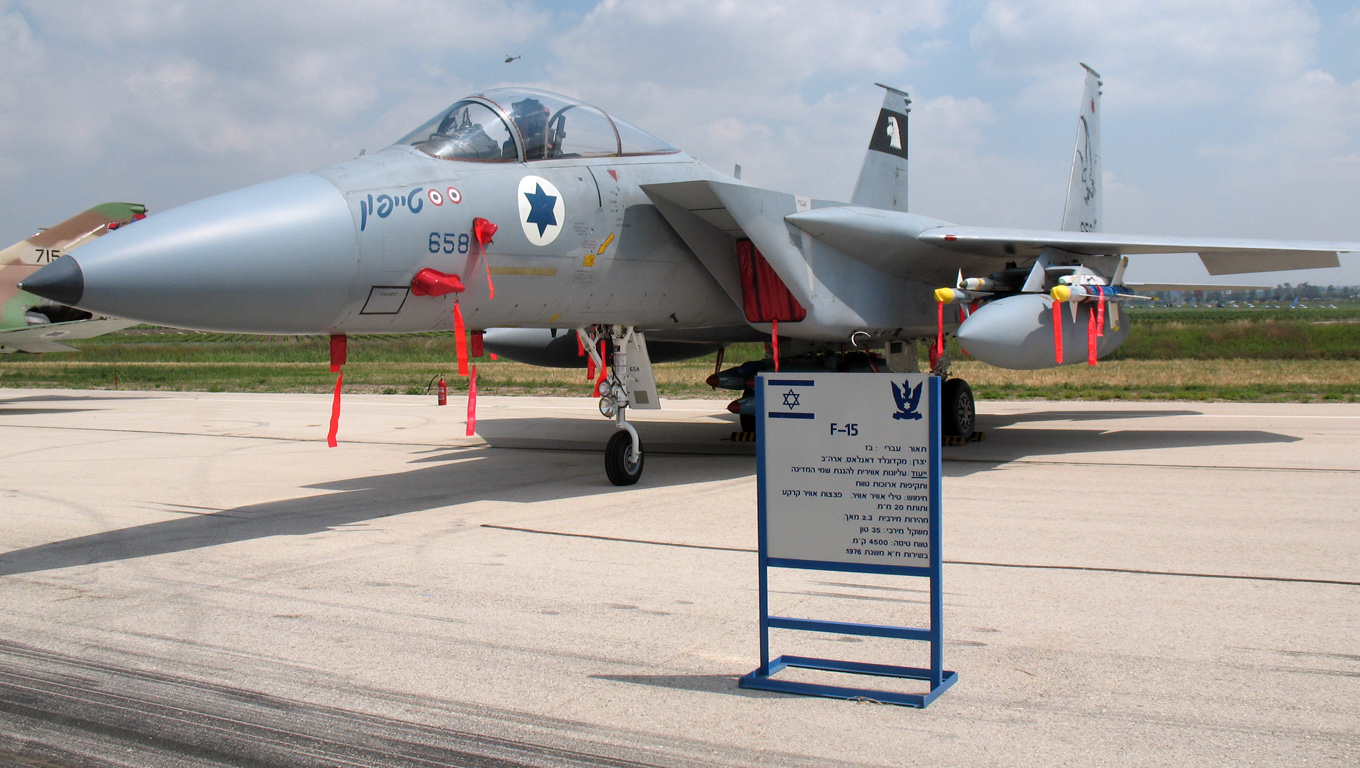
F-15 của Israel tại Căn cứ Không quân Tel Nof, được ghi là đã bắn rơi 2 máy bay Syria

Syria đáp trả với khoảng 100 phi cơ lâm chiến để chặn đứng các cuộc tấn công. Các phi công máy bay đánh chặn Syria lệ thuộc vào sóng VHF radio với hy vọng duy trì kết nối và thông tin liên lạc chiến thuật với bộ tư lệnh. Kỹ thuật nhiễu sóng đã được Isreal sử dụng để phá thông tin liên lạc đối với các máy bay MiG-21 và MiG-23 và cắt đứt liên lạc của chúng với các trạm chỉ huy mặt đất, khiến chúng dễ trở thành các mục tiêu của các máy bay F-15 và F-16 của Israel được hỗ trợ điều khiển tấn công từ các máy bay tác chiến điện tử.
Không quân Israel (IAF) cho bố trí các khí cụ bay điều khiển từ xa phía trên ba sân bay quân sự chính của Syria để báo cáo khi nào và có bao nhiêu máy bay Syria cất cánh. Dữ liệu được truyền cho các máy bay tác chiến điện tử E-2C. Không quân Israel lợi dụng thực tế rằng các máy bay MiG chỉ có các hệ thống radar cảnh báo ở mũi và đuôi mà không có hệ thống cảnh báo hai bên, phía dưới và phía trên bằng cách phá hệ thống sóng liên lạc chỉ huy đánh chặn mặt đất của Syria. Các máy bay E-2C hướng dẫn máy bay Israel vào vị trí thuận lợi để chúng tấn công máy bay Syria từ bên sườn, là phía mà máy bay Syria không có hệ thống cảnh báo. Vì bị phá sóng, các trạm điều khiển đánh chặn mặt đất không thể điều khiển phi công của Syria chặn đánh các máy bay Israel đang bay tới. Các tên lửa Sparrow tấn công với tốc độ Mach 3,5 trong tầm xa từ 14 đến 25 dặm Anh (khoảng 23 – 40 km). Điều này có nghĩa là chúng không chỉ bên ngoài tầm của radar Syria mà còn ngoài tầm nhìn của mắt thường. Khả năng vượt trội của các tên lửa không đối không Sidewinders ở tầm gần đã giúp cho Israel có lợi thế về hỏa lực.
Thảo luận về phản ứng của Syria đối với các cuộc tấn công, Eitan nói: "Phản ứng đầu tiên của Syria khi chúng tôi tấn công các tên lửa của họ là đưa lực lượng không quân lên nghênh chiến... bất cứ phi công khu trực cơ nào vượt qua làn ranh ảo theo hướng các lực lượng của chúng tôi đều bị phá hủy hay bị bắn rơi. Làn ranh ảo thật sự là tầm bắn của các giàn tên lửa của Syria. Chiến thuật cơ bản của Không quân Syria là bay lên bầu trời và băng qua làn ranh ảo này là nơi khiến họ ra ngoài tầm bảo vệ của các tên lửa phòng không của mình. Họ làm bất cứ gì họ có thể làm, và rồi bay trở về để được yểm trợ."
Cho đến chiều, 29 máy bay MiG bị bắn hạ và 17 trong số 19 khẩu đội tên lửa đất đối không trong Thung lũng Beqaa bị phá hủy. Không quân Israel không bị tổn thất nào. Gần 4:00 chiều, với 14 khẩu đội tên lửa bị phá hủy và một giờ còn lại trước khi tối, Ivry quyết định ngưng chiến dịch vì cho rằng kết quả tối ưu đã đạt được và rằng Syria sẽ di chuyển thêm các tên lửa địa đối không vào vị trí trong ngày hôm sau. Chiến dịch ngừng lại không lâu sau 4:00 giờ chiều. Đại tá Aviem Sella, một thành viên tham mưu chiến dịch, sau đó có nói rằng Bộ trưởng Quốc phòng Sharon cực lực chỉ trích quyết định này.

## Hậu quả

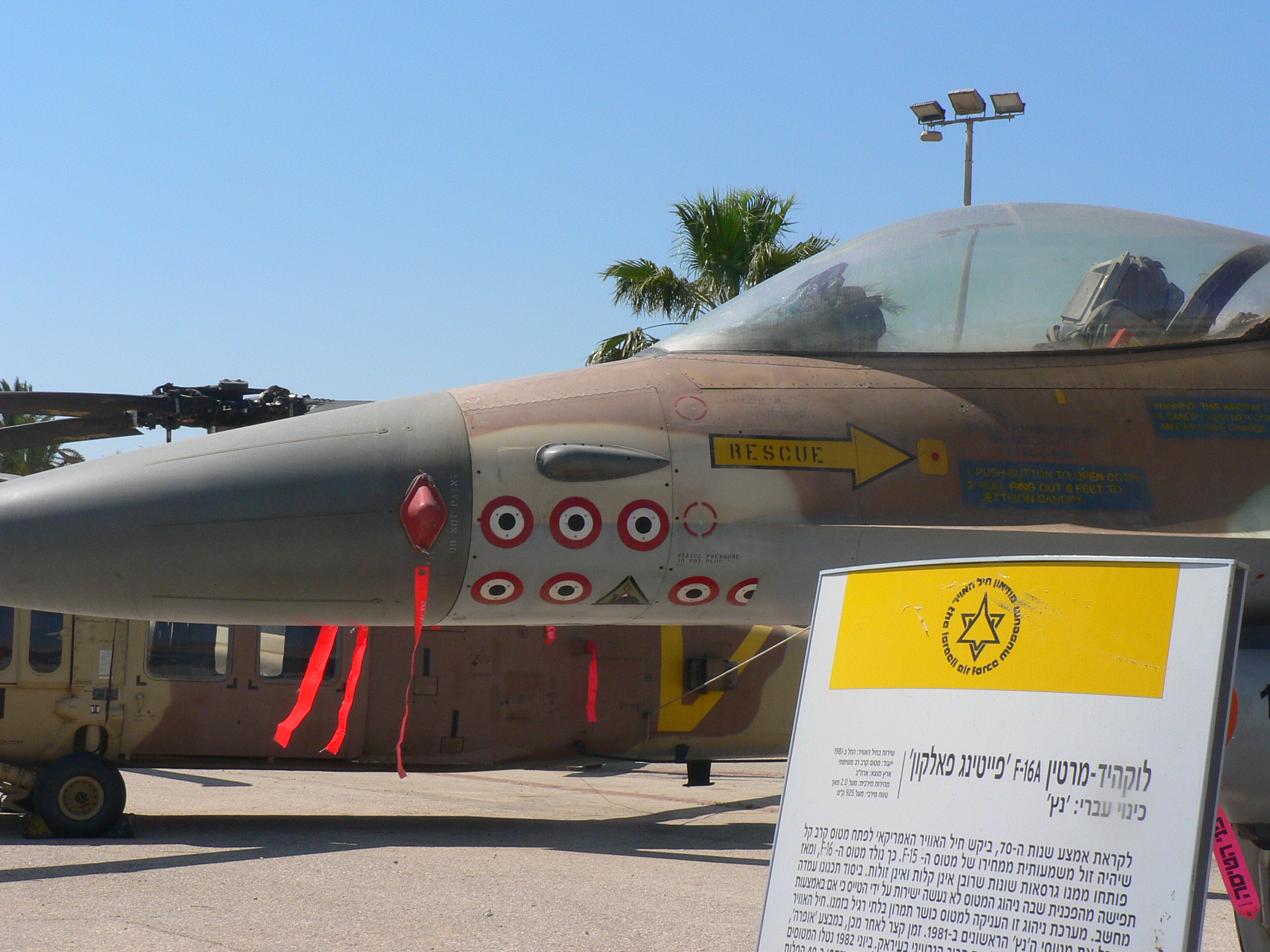
F-16 "Netz" của Israel là máy bay bắn rơi 7 máy bay của Syria

Đêm đó, Không quân Israel tiêu diệt Lữ đoàn Cơ giới số 47 của Lục quân Syria ở phía bắc Baalbek khi lữ đoàn này di chuyển về phía nam. Ngày hôm sau, Không quân Israel phá hủy thêm 6 khẩu đội tên lửa địa đối không (2 khẩu đội tên lửa trong số 19 khẩu đội ban đầu và 4 khẩu đội được đưa vào Thung lũng Beqaa đêm đó). Bộ trưởng Quốc phòng Syria, Mustafa Tlass bảo với Tổng thống Assad rằng "Không quân Syria bị xuống cấp, các tên lửa địa đối không thì vô dụng và rằng không có yểm trợ không quân thì lục quân không thể nào tiếp tục chiến đấu".
Sharon sau này nói rằng "Nếu chúng tôi bỏ qua tình hình triển khai thì các lực lượng cơ giới của Syria sẽ lên đến 600 xe tăng và được bảo vệ bởi một cây dù tên lửa mở rộng. Các khẩu đội tên lửa của họ khai hỏa vào các máy bay của chúng tôi. Chúng tôi không còn chọn lựa nào hơn ngoài việc chấp thuận một chiến dịch quân sự để phá hủy các tên lửa được bố trí". Ông gọi chiến dịch này là "điểm xoay" trong cuộc xâm chiếm. Một sĩ quan cao cấp của Không quân Israel, được tin chính là Ivry, sau đó có nói rằng "Máy bay của Syria đang chiến đấu bất lợi, phải đáp trả mối đe dọa từ Israel bất cứ khi nào và bất cứ khi nào gặp phải trong một hoàn cảnh chiến lược và chiến thuật tổng thể không có lợi cho Syria."

Dấu tròn dành cho máy bay F-4E tham dự chiến dịch.

Tzipori sau này có viết trong sách của mình rằng Sharon đã lừa nội các của mình tin rằng đối đầu với Syria là không mong đợi, và rằng trong thực tế thì Sharon đã lên kế hoạch kể từ đêm trước khi chiến tranh xảy ra. Sharon luôn cho rằng vào ngày 6 tháng 6 ông đã ra lệnh cho các Lực lượng Phòng vệ Israel không được vượt sông Awali và tránh đối đầu với Syria. Sharon nói tuy nhiên ông có ra lệnh cho lục quân chuẩn bị một kế hoạch phòng ngừa bất trắc để tiến công trên xa lộ Beirut-Damascus trong trường hợp bị Syria tấn công trước. Eitan tuyên bố rằng vào đêm trước chiến dịch ông đã đồng ý với Sharon chuẩn bị cho Không quân Israel tấn công trong trường hợp nội các chấp thuận chiến dịch này. Các tư lệnh cao cấp Israel nói sau chiến dịch rằng Chiến dịch Hòa bình cho Galilee đã có thể đạt được mà không cần đối đầu Syria.
Vào thứ tư, tổng thống Assad phái Tlass đến Moskva để yêu cầu được trợ giúp không yểm toàn diện. Liên Xô từ chối lời yêu cầu nhưng chuẩn bị một số lượng lớn trang bị quân sự ở các sân bay để đưa đến Syria.  Liên Xô cũng phái nguyên soái Pavel Stepanovich Kutakhov đến Syria để tìm ra nguyên nhân gì đã xảy ra đối với các tên lửa địa đối không của Syrian vì sợ rằng NATO có thể làm điều tương tự tại Đông Âu. Ngày 9 tháng 6, Assad gặp đặc sứ Mỹ là Habib tại Damascus và bác bỏ các điều kiện của đặc sứ Mỹ. Assad đòi hỏi Israel rút các lực lượng của họ ra khỏi Liban như một điều kiện cho một cuộc ngưng bắn. Tổng thống Hoa Kỳ Ronald Reagan kêu gọi Begin và Assad chấp thuận một cuộc ngưng bắn có hiệu lực vào lúc 6:00 giờ sáng ngày 10 tháng 6. Đến trưa ngày thứ sáu khi cuộc ngưng bắn có hiệu lực, Không quân Israel đã bắn rơi tổng cộng 82 máy bay mà không mất bất cứ một máy bay nào trong các cuộc không chiến. Một năm sau trận chiến này, một ủy ban tìm kiếm sự thật của Hoa Kỳ dưới quyền trung tướng John Chain, lúc đó là phó tham mưu đặc trách kế hoạch và chiến dịch đã đến Israel để học hỏi trận đánh.
Báo quân sự Liên Xô Krasnaya Zvezda thông báo rằng "67 máy bay Israel gồm có các khu trực cơ hiện đại F-15 và F-16 do Hoa Kỳ chế tạo bị bắn rơi" trong trận đánh. Tờ báo cũng tường thuật một cuộc họp với một phi công Syria. Người này kể lại một cuộc giao chiến mà ông đã bắn rơi một chiếc F-15 của Israel như sau: "Chiến thắng không dễ dàng; kẻ thù thật tinh lanh". Thậm chí ngay trong hàng ngũ các nhân vật cao cấp Liên Xô thì các lời tuyên bố như thế vẫn gặp phải sự nghi ngờ lớn. Năm 1991, Ivry gặp một vị tướng của Tiệp Khắc từng phục vụ tại Moskva năm 1982. Ông bảo Ivry rằng chiến dịch này đã làm cho Liên Xô lo ngại rằng kỹ thuật phương Tây sẽ vượt hơn kỹ thuật của họ, và rằng theo quan điểm của ông, cái cú đánh vào các tên lửa địa đối không ở Thung lũng Beqaa là một phôi thai cho Glasnost ở Liên Xô.